# GMC CCKW 2½-ton 6×6 truck

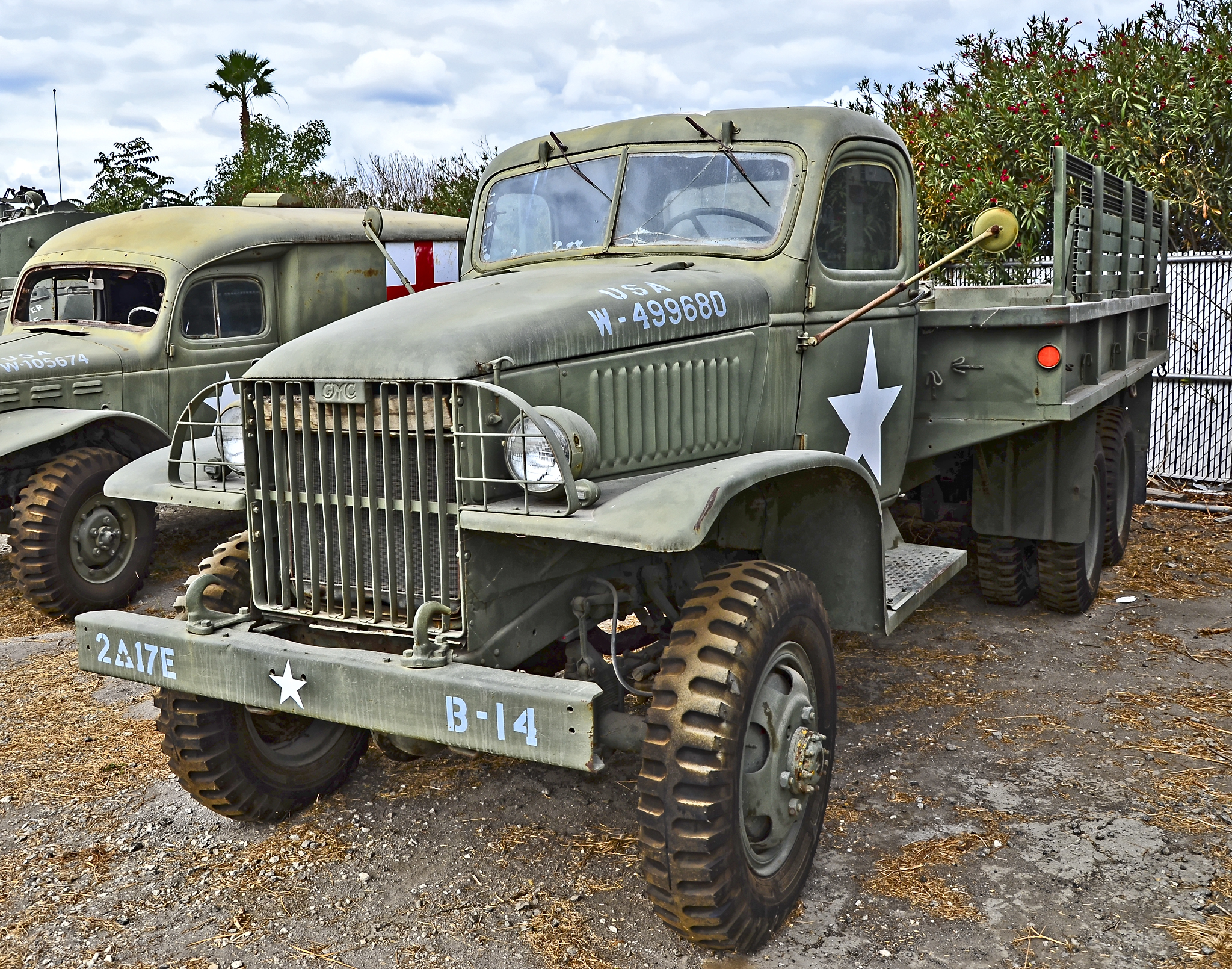
GMC CCKW 1941

Der GMC CCKW ist ein mittlerer, geländegängiger Lastkraftwagen der General Motor Company, der ab 1941 bis zum Ende des Zweiten Weltkrieges in sehr großen Stückzahlen gebaut wurde. Seine erweiterte Benennung richtet sich nach der Nutzlast und den angetriebenen Rädern, GMC CCKW 2 ½ ton 6x6.
Besondere Bedeutung erlangte dieses Fahrzeug aufgrund der hohen Produktionszahl, durch die es im Zweiten Weltkrieg bis in den Koreakrieg sehr weite Verbreitung bei den amerikanischen und bei verbündeten Streitkräften fand.

## Entwicklung
Nachdem in Deutschland nach der Machtergreifung der Nationalsozialisten die lange von der Reichswehr vorbereitete Wiederaufrüstung begann und Hitler außenpolitisch äußerst aggressiv vorging, war ab Mitte der 1930er Jahre absehbar, dass es in Europa wieder zu einem großen Krieg kommen könnte. Die amerikanische Rüstungsindustrie bereitete sich entsprechend vor, auch wenn die Politik der Vereinigten Staaten unter Roosevelt auf Neutralität ausgerichtet war.
Im Jahr 1939 begann General Motors mit der Produktion eines 4×4-Allrad-Lastkraftwagen in der 1½-ton-Klasse für die französische Armee, dem Modell ACK-353, und einem 6×6-Allrad-Lastkraftwagen in der 3-ton-Klasse, dem ACKWX-353, der auch für die französische Armee produziert wurde.
Für die Aufrüstung der US Army nach Kriegsbeginn war der Entwurf nach der Einschätzung des US Army Ordnance Corps grundsätzlich geeignet und General Motors passte ihn für den Bedarf der amerikanischen Streitkräfte weiter an. Das neue Modell wurde als CCKW bezeichnet und nunmehr von den amerikanischen Streitkräften bestellt.
Fertigungsstätte für diese Lastkraftwagen war das General-Motors-Werk Yellow Truck and Coach Manufacturing Co. im US-Staat Michigan in der Stadt Pontiac.

## Technische Beschreibung

### Motor und Antrieb
GMC baute die neuen militärischen Lastkraftwagen mit einem seinerzeit konventionellen Ottomotor und vielen aus der zivilen Fahrzeugtechnik bewährten Baugruppen, was sich später durch die Zuverlässigkeit im Einsatz als vorteilhaft erwies. Der GMC 270 ist ein Sechszylinder-Reihenmotor mit Fremdzündung und hängenden Ventilen, den es in zwei Ausführungen mit einer Nennleistung von 91,5 hp oder 104 hp gibt. Die sechs Zylinder haben eine Bohrung von 96 mm; der Kolbenhub beträgt 102 mm (≈4 in). Entsprechend seiner Modellbezeichnung GMC 270 hat der Motor einen Hubraum von 270 in3 (rund 4400 cm3).
Als Getriebe kam ein Warner T93 zum Einbau, dessen 4. Gang als direkter Gang und dessen 5. Gang als Overdrive zum Kraftstoffsparen auf langen Stecken ausgelegt ist. Die Achskonstruktion entspricht bei den ersten Fahrzeugen dem geteilten System Timken und wurde später auf das rationellere GM-System Banjo gewechselt.

### Fahrgestell

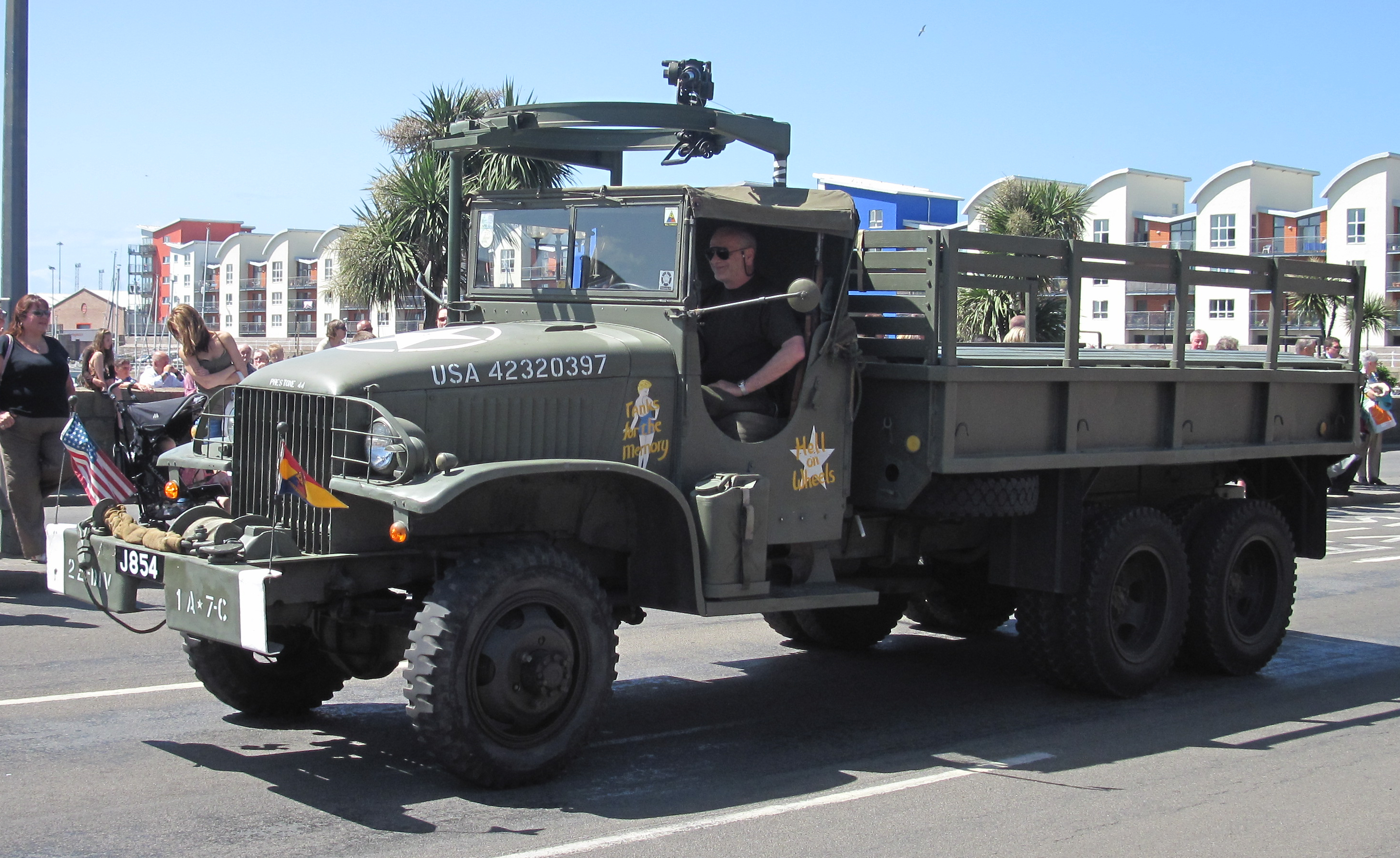
GMC CCKW später, offener Ausführung mit MG-Ring 2011 in Frankreich

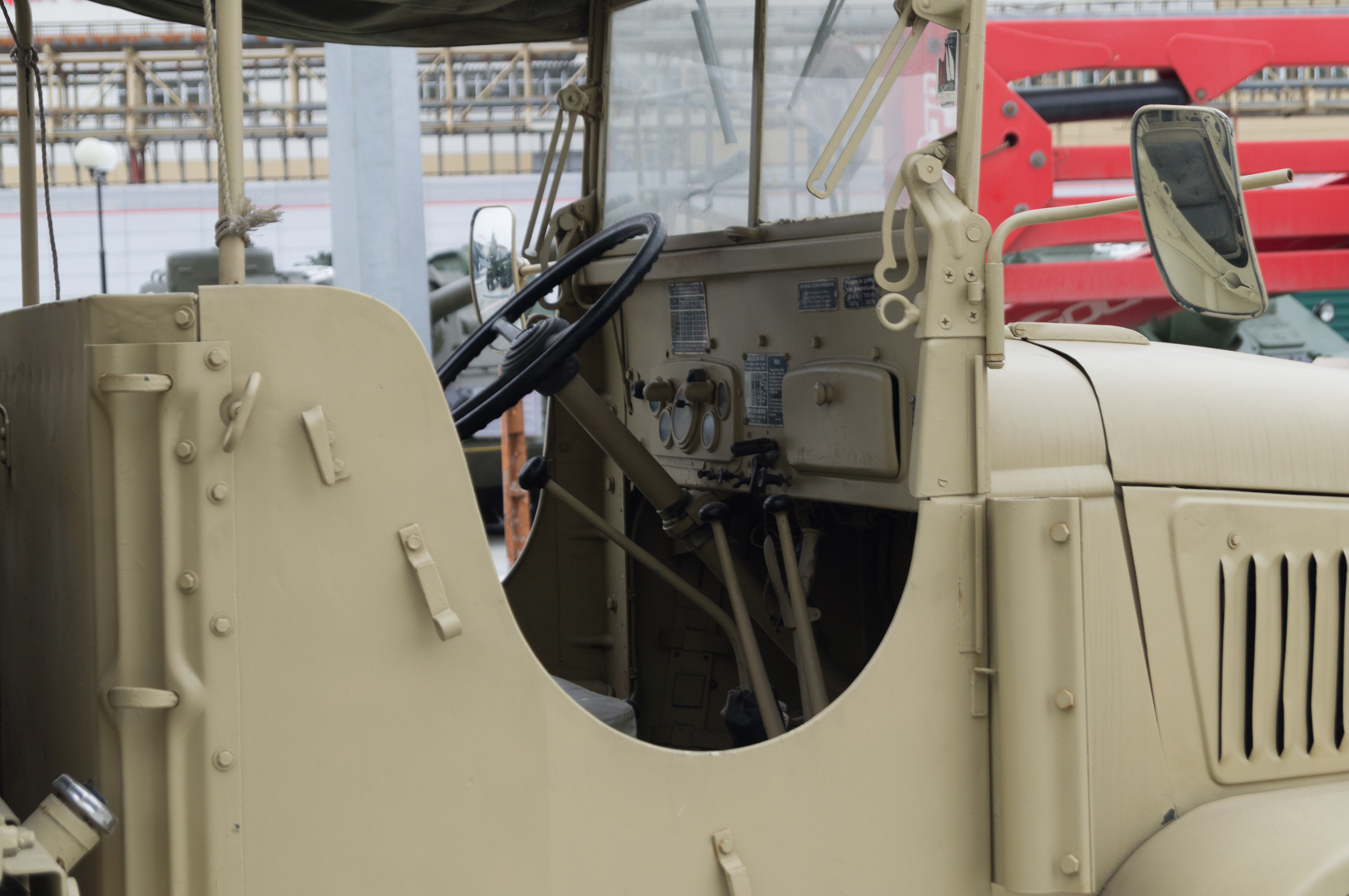
Einblick von rechts

Klassisch war der CCKW als Leiterrahmen-Fahrgestell ausgelegt. An diesem waren vorne die Blattfedern für die Vorderachse und hinten ein Rahmen für die Tandemachse befestigt. Den Rahmen gab es für zwei GMC Modelle, den 352 und den 353, die sich durch unterschiedliche Radstände definierten. Die Fahrzeuge mit dem kurzen Radstand 368 cm waren als Zugfahrzeuge für die Artillerie vorgesehen und die Fahrzeuge mit dem langen Radstand 417 cm für alle anderen Aufgaben. Die Räder mit einer 7.50-20 Bereifung waren mit hydraulischen Bremsen versehen.
Ein Teil der Fahrzeugrahmen erhielten eine Winde mit 10.000 lbf (44 kN) Zugkraft an der Fahrzeugfront, die zusätzliche 140 kg an Masse hatte und das Fahrgestell um 360 mm verlängerte.
Eine spezielle Version für den Lufttransport, der G-508, verfügte über einen Teilrahmen für die Fahrzeugfront und das Fahrzeugheck. Im Bereich hinter der offenen Kabine konnten beide Fahrzeugteile dann am Zielort miteinander verschraubt werden.

## Produktion
Aufgrund der sehr großen Menge an gebauten Fahrzeugen und der Produktion an verschiedenen Standorten sind die Produktionszahlen leicht strittig. Der Autor Pat Ware veröffentlichte 2010 eine Zahl von 562.750 Fahrzeugen der CCKW-Produktion, wobei die DUKW-Varianten mit eingerechnet sein sollen. Im Magazin Army Motors kommt Bryce Sunderlin, wie auch David Jackson in seiner Analyse auf eine andere Zahl, die in beiden Fällen auf der Revision der Abnahmezahlen des Chief of Ordnance Office von 1946 beruhen. Demnach wurden laut Sunderlin 528.829 der 2-½-ton-6x6-Lastkraftwagen bei GMC gefertigt, von denen 527.168 von der US Army abgenommen wurden. Hierbei sind keine DUKW enthalten. Jackson kommt bei der Zusammenfassung der Zulassungen auf 524.873, indem die DUKW und die Vorgänger des ACKWX nicht mitgezählt werden.
Anzumerken ist, dass beide Zählungen die ACKWX-353 mit Frontlenker-Fahrerhaus enthalten. Deshalb ist von etwa 518.000 bis 519.000 Fahrzeugen der Typen CCKW-352 und CCKW-353 auszugehen.
Aus der Analyse der vergebenen Seriennummern kann auf eine Produktion von etwa 23.500 Fahrzeugen des Typs CCW mit 6x4-Antrieb bei baugleicher Form zum CCKW geschlossen werden, wobei die Abnahmezahlen 23.649 Fahrzeuge vom Typ CCW belegen.
Somit sind zwar vom Typ Willys MB im Zweiten Weltkrieg mehr Fahrzeuge gefertigt worden, doch hierbei waren sowohl Ford als auch Willys anteilig beteiligt. Dies macht General Motors mit dem CCKW zum größten Produzenten eines einzigen Fahrzeugtyps im Zweiten Weltkrieg.